# Karen Smadja-Clément
 Karen Smadja-Clément, née le 29 janvier 1999 à Nice, est une  skieuse alpine française.

## Biographie

### Débuts
En 2011, elle devient Championne de France benjamines (moins de 13 ans) de super G à Auron. L'année suivante en 2012, elle remporte le titre de Championne de France benjamines  de slalom à Alpe d'Huez.
En 2015, elle prend la 5e place du super G U16 (moins de 16 ans) de la 35e édition de la Scara à Val-d'Isère.
En janvier 2016, elle fait ses débuts en Coupe d'Europe dans le super G de Châtel.
Elle est Vice-championne de France U18 (moins de 18 ans) de slalom en février 2016 aux Menuires.

### Saison 2016-2017
Elle intègre l’équipe de France Juniors à partir de la saison 2016-2017.
En janvier 2017, elle marque ses premiers points en Coupe d’Europe, en prenant la 24e place de la descente de Saalbach.
En mars, elle dispute ses premiers championnats du monde Juniors  (moins de 21 ans), alors qu’elle n’est âgée que de 18 ans.
Fin mars, elle est Vice-championne de France de slalom géant U18 (moins de 18 ans) aux Orres, et elle prend la 3e place du slalom géant de ces championnats U18.

### Saison 2017-2018
En février 2018, aux championnats du monde juniors à  Davos  elle se classe 17e du super G et du slalom géant. Elle prend aussi avec ses partenaires de l’équipe de France, la 9e place de l’épreuve par équipes mixtes.
En mars elle est sacrée Championne de France U21 (moins de 21 ans) de slalom à Châtel et elle prend la 3e place de la descente et du super G de ces championnats U21. Elle prend aussi une belle 4e place du slalom Elites (toutes catégories) de ces mêmes championnats de France.

### Saison 2018-2019
Elle intègre l’équipe de France B.
En novembre, elle subit une commotion cérébrale lors d’une chute en Suède. Elle ne revient sur le circuit qu’au 10 janvier 2019.
En mars elle est sacrée Championne de France U21 (moins de 21 ans) de super G à Auron et elle prend la 3e place de la descente et du slalom géant de ces championnats U21. Elle prend aussi une belle 4e place du super G Elites (toutes catégories) de ces mêmes championnats de France.

### Saison 2019-2020
Le 21 janvier 2020, elle décroche son premier podium en Coupe d’Europe en prenant un très bonne 3e place dans la descente de Saint-Anton .
Pour sa 3e participation aux Championnats du monde juniors à Narvik, elle monte sur le podium de l’épreuve de super G, en prenant une belle 3e place. Elle ne termine qu’à un centième de  seconde de la  2e place et à 29 centièmes de la 1re. Elle devance notamment Alice Robinson, la prodige néo-zélandaise déjà 2 fois victorieuse en Coupe du monde. Lors de ces championnats du monde, elle prend aussi la 9e place du combiné et la 10e place de la descente.
Sa saison prend fin début mars au cours de ces championnats du monde, avec l’arrêt des compétitions de ski en raison de la pandémie de maladie à coronavirus.
Elle prend la 10e place du classement général de la Coupe d'Europe de descente.

### Saison 2020-2021
Elle fait ses débuts en Coupe du monde dans la descente de Val d'Isère du 18 décembre. Elle dispute un total de 5 épreuves de Coupe du monde sur la saison et obtient pour meilleur résultat une 34e place dans le super G de Crans-Montana. 
Fin mars elle prend la 6e place des championnats de France de descente à Châtel.

### Saison 2021-2022
Elle réalise 3 tops-12 dans les épreuves de vitesse de Coupe d'Europe.
Aux championnats de France à Auron elle échoue à 8 centièmes du podium du super G, en prenant une très bonne 4e place juste derrière Tessa Worley.

### Saison 2022-2023
Elle fait un excellent début de saison en Coupe d'Europe, en remportant le 1er décembre sa première victoire dans le premier super G de Zinal, suivi d'une  troisième place le lendemain dans le second super G. Elle obtient aussi ses trois premiers top-20 en slalom géant dans les épreuves de Zinal et Ponte di Legno.
Le 18 décembre 2022, elle marque ses premiers points en coupe du monde en prenant la 23e place du super G de Saint-Moritz. Elle confirme cette performance en marquant à nouveau des points sur les 2 super G de coupe du monde de Saint-Anton à mi-janvier.
En février elle dispute ses premiers championnats du monde à Méribel. Mais elle abandonne dans la descente et le super G.
En mars elle renoue avec le podium en coupe d'Europe en prenant une belle 3e place lors du super G des finales de Narvik. Elle termine à la 7e place de la coupe d'Europe de super G. Enfin elle prend à nouveau la 4e place des championnats de France de super G aux Orres.

### Saison 2023-2024
Fin décembre 2023, elle se classe 4e de la descente de coupe d'Europe de Passo San Pellegrino. Fin janvier 2024, elle marque ses premiers points en coupe du monde de descente en prenant la 25e place de l'épreuve de Cortina d'Ampezzo. Elle obtient sa première victoire de la saison en Coupe d'Europe début février en remportant le second super G de La Thuile. Cinq jours plus tard elle s'impose à nouveau en coupe d'Europe en remportant la première descente de Crans Montana. Puis elle marque des points dans les deux descentes et le super G de coupe du monde de Crans Montana. Le 2 mars 2024, elle obtient son meilleur résultat à ce jour en coupe du monde en se classant 16e du super G de Kvitfjell. Après avoir remporté cette saison deux épreuves de coupe d'Europe dans deux disciplines différentes, elle réussit à s'imposer dans une troisième discipline en remportant dans le slalom géant d'Aal. Elle termine son incroyable parcours en coupe d'Europe à la seconde place du classement général à seulement 4 points de la gagnante Janine Schmitt. Cela constitue le meilleur résultat d'une Française en coupe d'Europe depuis plus de 50 ans (1973). Elle prend la 3e place de la coupe d'Europe de descente, et son ticket nominatif pour la coupe du monde de la spécialité. Le 7 avril elle monte enfin sur son premier podium des championnats de France Elite, en étant vice-championne de France de slalom géant derrière Clara Direz, après avoir remporté la première manche.

### Saison 2024-2025
Elle participe en coupe du monde à 14 courses de vitesse et est lancée cette saison en slalom géant (5 épreuves). Elle y marque des point à 4 reprises en super G avec 4 tops-20. Elle égale son meilleur résultat en janvier avec une 16e place obtenue dans le super G de Saint-Anton (meilleure française). En février elle participe à ses seconds championnats du monde à Saalbach. Elle y prend la 22e place de la descente, la 26e du super G et la 20e du combiné par équipe (elle forme l'équipe de France 3 avec Clarisse Brèche). Elle termine sa saison à la 29e place du classement de la coupe du monde de super G.

## Palmarès[17],[18]

### Championnats du monde
| Édition / Epreuve      | Descente | Super G | Combiné | Combiné par équipe |
| Mondiaux 2023 Méribel  | -        | Abandon | Abandon | -                  |
| Mondiaux 2025 Saalbach | 22e      | 26e     | -       | 20e                |

### Coupe du monde
- 47 départs en descente et super G (à fin mars 2025)

- Meilleur classement au Général : 71e en 2024-2025 avec 61 points
- Meilleur classement de super G : 29e en 2024-2025 avec 33 points
- Meilleur classement de descente : 41e en 2023-2024 avec 11 points et en 2024-2025 avec 4 points

- Meilleur résultat sur une épreuve de super G : 16e à Kvitfjell le 2 mars 2024 et à Saint-Anton le 12 janvier 2025
- Meilleur résultat sur une épreuve de descente : 25e à Cortina d'Ampezzo le 25 janvier 2024

#### Classements
| Saison / Épreuve | Saison / Épreuve | Général | Général | Descente | Descente | Super G | Super G | Géant  | Géant  | Slalom | Slalom | Combiné | Combiné |
| ---------------- | ---------------- | ------- | ------- | -------- | -------- | ------- | ------- | ------ | ------ | ------ | ------ | ------- | ------- |
| Saison / Épreuve | Saison / Épreuve | Class.  | Points  | Class.   | Points   | Class.  | Points  | Class. | Points | Class. | Points | Class.  | Points  |
| 2023             | 2023             | 96e     | 18      | -        | -        | 43e     | 18      | -      | -      | -      | -      | -       | -       |
| 2024             | 2024             | 81e     | 44      | 41e      | 11       | 33e     | 33      | -      | -      | -      | -      | -       | -       |
| 2025             | 2025             | 71e     | 61      | 41e      | 4        | 29e     | 57      | -      | -      | -      | -      | -       | -       |

### Championnats du monde juniors
| Épreuve / Édition    | Descente | Super G | Slalom géant | Slalom  | Combiné | Team event |
| Mondiaux 2017 Are    | 27e      | 21e     | -            | -       | 18e     | -          |
| Mondiaux 2018 Davos  | 17e      | Abandon | 17e          | Abandon | Abandon | 9e         |
| Mondiaux 2020 Narvik | 10e      | Bronze  | Abandon      | annulé  | 9e      | annulée    |

### Coupe d'Europe
Meilleurs résultats :
- Deuxième du classement général en 2024[19].
- Troisième du classement de descente en 2024[19].
- Sept podiums dont quatre victoires : deux en super G (Zinal en décembre 2022 et La Thuile en février 2024), une en descente (Crans-Montana en février 2024) et une en géant (Ål en mars 2024)[20],[21].
- 18 top-10.
- 87 courses disputées (à fin mars 2025)

#### Classements
| Saison / Épreuve | Saison / Épreuve | Général | Général | Descente | Descente | Super G | Super G | Géant  | Géant  | Slalom | Slalom | Combiné | Combiné |
| ---------------- | ---------------- | ------- | ------- | -------- | -------- | ------- | ------- | ------ | ------ | ------ | ------ | ------- | ------- |
| Saison / Épreuve | Saison / Épreuve | Class.  | Points  | Class.   | Points   | Class.  | Points  | Class. | Points | Class. | Points | Class.  | Points  |
| 2017             | 2017             | 87e     | 68      | 23e      | 65       | 64e     | 3       | -      | -      | -      | -      | -       | -       |
| 2018             | 2018             | 150e    | 8       | 42e      | 6        | 84e     | 2       | -      | -      | -      | -      | -       | -       |
| 2019             | 2019             | 188e    | 3       | -        | -        | 57e     | 3       | -      | -      | -      | -      | -       | -       |
| 2020             | 2020             | 55e     | 120     | 10e      | 120      | -       | -       | -      | -      | -      | -      | -       | -       |
| 2021             | 2021             | 139e    | 17      | 35e      | 16       | 54e     | 1       | -      | -      | -      | -      | -       | -       |
| 2022             | 2022             | 61e     | 125     | 27e      | 75       | 18e     | 50      | -      | -      | -      | -      | -       | -       |
| 2023             | 2023             | 14e     | 456     | 16e      | 113      | 7e      | 285     | 35e    | 58     | -      | -      | -       | -       |
| 2024             | 2024             | 2e      | 548     | 3e       | 264      | 7e      | 171     | 16e    | 113    | -      | -      | -       | -       |
| 2025             | 2025             | 127e    | 28      | -        | -        | -       | -       | 53e    | 28     | -      | -      | -       | -       |

### Championnats de France

#### Élite
| Édition / Epreuve                          | Descente | Super-G | Slalom géant | Slalom  | Super combiné |
| ------------------------------------------ | -------- | ------- | ------------ | ------- | ------------- |
| Championnats 2016 Les Menuires             | Abandon  | 29e     | -            | -       | -             |
| Championnats 2017 Val Thorens/Lélex/Tignes | -        | 9e      | 8e           | 6e      | Abandon       |
| Championnats 2018 Châtel                   | 6e       | 5e      | Abandon      | 4e      | -             |
| Championnats 2019 Auron                    | 7e       | 4e      | 7e           | Abandon | -             |
| Championnats 2020 Val Thorens              | annulée  | annulé  | annulé       | annulé  | annulé        |
| Championnats 2021 Châtel                   | 6e       | 8e      | -            | -       | Abandon       |
| Championnats 2022 Auron                    | 8e       | 4e      | 13e          | -       | 7e            |
| Championnats 2023 Les Orres                | Abandon  | 4e      | -            | -       | -             |
| Championnats 2024 Avoriaz / Megève         | annulée  | 4e      | Argent       | -       | -             |

#### Jeunes
4 titres de Championne de France

##### Juniors U21 (moins de 21 ans)
2019 à Auron :
- Championne de France de super G
- 3e des Championnats de France de descente
- 3e des Championnats de France de slalom géant

2018 à Châtel :
- Championne de France de slalom
- 3e des Championnats de France de descente
- 3e des Championnats de France de super G

##### Cadettes U18 (moins de 18 ans)
2017 aux Orres :
- Vice-championne de France de slalom géant
- 3e des Championnats de France de slalom

2016 aux Menuires :
- Vice-championne de France de slalom

##### Benjamines (moins de 13 ans)
2012 à l'Alpe d'Huez :
- Championne de France de slalom
- 3e des Championnats de France de slalom géant

2011 à Auron :
- Championne de France de super G
- 3e des Championnats de France de slalom géant